# 定誉
定誉（じょうよ、天徳2年（958年）- 永承2年（1047年））は、平安時代中期の真言宗の僧。祈親（きしん）上人、または常照上人、持経上人とも呼ばれる。俗姓河井氏。大和国葛城郡楠本村の出身。

## 略歴
13歳で興福寺に入り法相宗を学ぶ。後に子島流祖真興に密教の灌頂を受ける。法華経への信仰が厚く、持経者である。両親の菩提を祈り(祈親)、法華経を読誦し、常に経を持っていたという(持経)。亡くなった両親の所在を知るため大和長谷寺を訪れ、観音像より霊告を受けて長和5年3月高野山に登る。当時は東寺との確執や落雷による火災などで高野山は荒廃していた。定誉は、独自に寒さを防ぐ方法を編み出すなどして山内に常住し、高野山の復興に努めた。永承2年2月2日釋迦文院に於いて90才で入寂。正平5年4月晦日、後村上天皇から法印大和尚位を追贈され、常照の諡號を賜る。弟子に明算がいる。
高野山奥の院にある「祈親燈（貧女の一燈）」は、定誉が献げたものといわれ、現在まで消えずに燃え続けている。